# Eria simondii
Eria simondii är en orkidéart som beskrevs av François Gagnepain. Eria simondii ingår i släktet Eria och familjen orkidéer. Inga underarter finns listade i Catalogue of Life.